# Koráb
Der Koráb ist ein 773 m hoher Berg im Schwihauer Hügelland in Tschechien. Er befindet sich im Okres Domažlice drei Kilometer östlich der Stadt Kdyně (Neugedein). und ist Teil des Höhenzuges der die Stadt im Norden und Osten umgibt.
Der sich südöstlich auf dem Kamm anschließende Špandava überragt ihn mit 774 m leicht.
Wegen der guten Aussicht ins Tal von Kdyně hatte der Tschechoslowakische Touristenklub KČT bereits seit 1902 Pläne für den Bau eines Aussichtsturmes auf dem Berg, die sich erst 1936 realisieren ließen. Die 1938 eingeweihte 21 m hohe Holzbalkenkonstruktion mit fünf Perrons neben der eine Baude errichtet war, wurde 1948 zum Schutz vor Witterungsschäden mit Holz verschlagen und die Aussichtsgalerie überdacht. Bis Mitte der 1980er Jahre  hatte sich der Bauzustand so verschlechtert, dass der Turm abgetragen werden musste.
Am 15. August 1992 wurde ein neuer eiserner Turm von 50 m Höhe eingeweiht, der in 30 m eine Aussichtsplattform besitzt, zu der 144 Stufen hinauf führen.
Turm und Baude sind über eine asphaltierte Straße erreichbar, die von der Verbindungsstraße Kdyně-Mezholezy abzweigt. Daneben führen mehrere Wanderpfade von Branišov und Kdyně auf den Berg.
Nordwestlich liegen die Reste der Burgen Nový Herštejn (Neu Hirschstein) und Příkopy (Alt Riesenberg).